# Noah (pel·lícula)
Noah és una pel·lícula estatunidenca èpica del 2014 basada en l'Antic Testament. Està dirigida per Darren Aronofsky, escrita per Aronofsky i Ari Handel i basada lliurement en la història bíblica de l'Arca de Noè del llibre del Gènesi. Protagonitzada per Russell Crowe, Anthony Hopkins, Jennifer Connelly, Douglas Booth, Logan Lerman, Emma Watson i Ray Winstone. Ha estat subtitulada al català.

## Producció
Des dels tretze anys Aronofsky, que és d'origen jueu, es va sentir atret per aquesta narració del Gènesi on veu Noè com un personatge fosc i un supervivent culpable del diluvi. En paraules del director:
| « | Noè fou el primer ecologista. La primera persona a plantar vinyes, a beure vi i a emborratxar-se. Em vaig quedar de pedra en retrocedir i veure com de brutes són algunes d'aquelles històries. No són per a tots els públics de cap manera. Són totes sobre allitar-se amb la germana del teu germà que et dona un fill que no coneixes. Aquesta mena de material censurat amb la nostra educació religiosa. | » |

Va ser durant la preproducció de The Fountain que va començar a treballar en el guió.
El projecte començà a gestar-se després de l'estrena de Black Swan quan es tenia la idea de crear una novel·la gràfica del que ja es va presentar amb alguns dibuixos. El març del 2012 es confirmà la realització de la pel·lícula.
En la producció hi predominen els efectes especials sobretot per donar vida als animals que són computaritzats. Aronofsky assenyalà que per a això "Vam recórrer tot el regne animal i vam trobar les figures que volíem: paquiderms, alguns rosegadors, rèptils i aus. Vam seleccionar les espècies, a les quals vam donar vida i color. Desitjàvem plasmar una cosa que no fos fàcil però que tampoc no semblés absurd o irreal."

## Repartiment
- Russell Crowe
- Jennifer Connelly
- Douglas Booth
- Logan Lerman
- Emma Watson
- Anthony Hopkins
- Ray Winstone
- Leo McHugh Carroll
- Kevin Durand
- Dakota Goyo
- Martno Csokas
- Madison Davenport
- Nick Nolte
- Mark Margolis
- Frank Langella
- Adam Griffiths
- Ariane Rinehart
- Gavin Casalegno
- Skylar Burke